# سگ شکاری

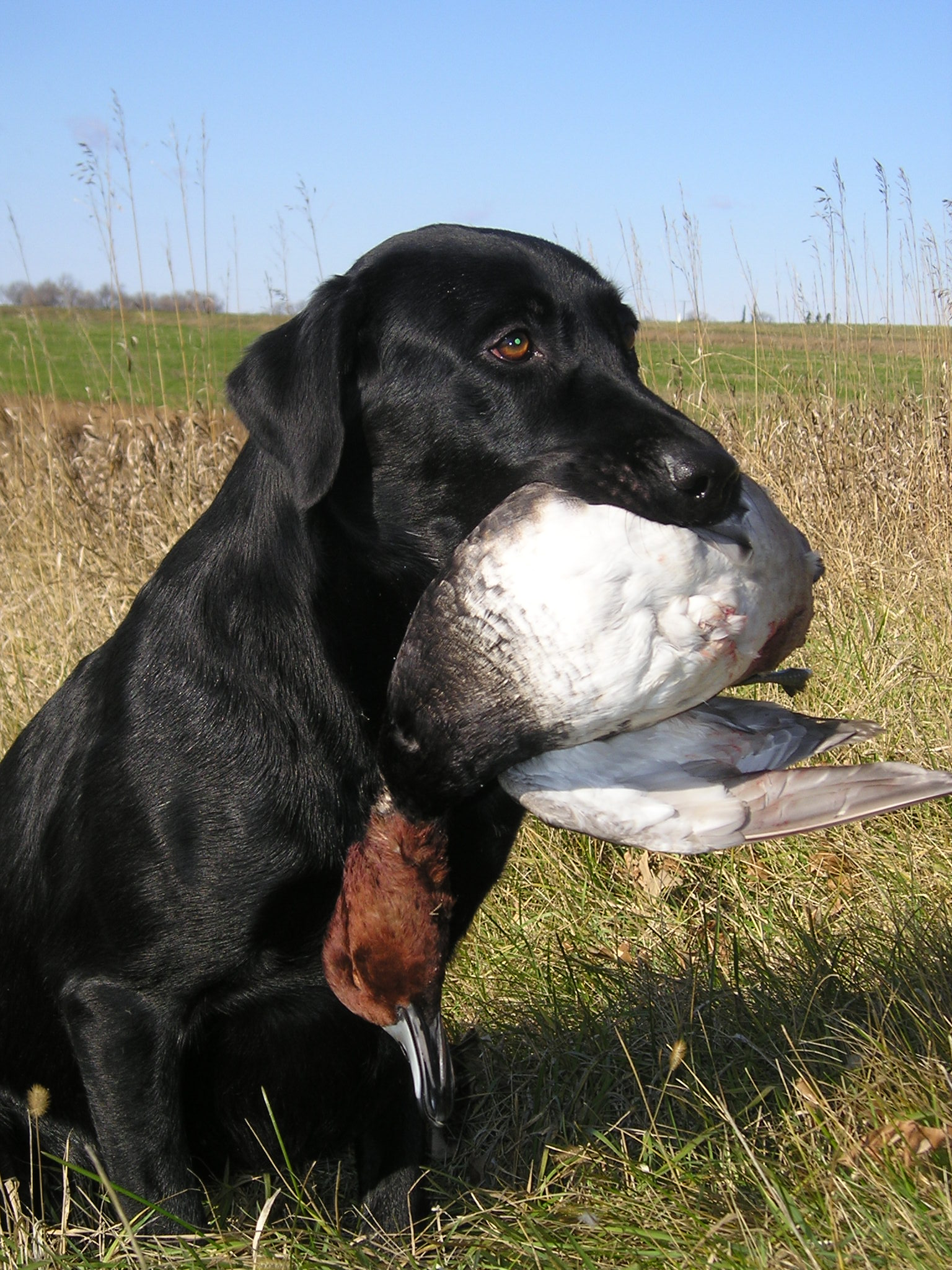
یک سگ شکاری

سگ شکاری (انگلیسی: Hunting dog) سگی است که با انسان‌ها یا برای انسان‌ها شکار می‌کند. نژادهای سگ شکاری مختلفی برای وظایف مختلف وجود دارد. دسته‌های اصلی سگ‌های شکاری عبارتند از تریر، سفلیس‌ها و داکسهوند. تقسیم‌بندی‌های بیشتر می‌تواند در میان این دسته‌ها بر اساس مجموعه مهارت‌های سگ انجام شود.